# Hymne olympique
L’hymne olympique (en grec : Ολυμπιακός Ύμνος) est l’hymne des Jeux olympiques modernes, composé par Spýros Samáras et écrit par Kostís Palamás. Il fut chanté pour la première fois lors des Jeux de la Ire Olympiade à Athènes en 1896. D'autres compositions musicales accompagnèrent les cérémonies d'ouverture des jeux suivants jusqu'aux Jeux de Rome en 1960, pour lesquels est retenue la composition de Samáras-Palamás et ce définitivement : c'est l'hymne olympique officiel (décision prise par la session du Comité international olympique en 1958).

## Autres utilisations
L'hymne olympique remplace l'hymne national pour les vainqueurs aux Jeux olympiques dans certaines conditions :
- lorsqu'ils participent à titre individuel :
  - pour les sportifs occidentaux ayant participé aux Jeux de 1980 à Moscou, boycottés par certains comités olympiques nationaux à cause de l'invasion de l'Afghanistan par l'Armée rouge ;
  - pour les athlètes de pays n'étant pas encore dotés d'un comité olympique national. La Macédoine en 1992, le Timor oriental en 2000 et Curaçao, Saint-Martin et le Soudan du Sud en 2012 ont participé aux Jeux sous cette dénomination ;
  - pour l'équipe olympique des réfugiés, depuis les Jeux de 2016[2] ;
  - pour les athlètes de pays dont le comité national olympique est suspendu par le CIO. La Serbie-et-Monténégro en 1992 et le Koweït en 2016 sont les seuls à avoir dû participer aux Jeux sous cette appellation. L'Inde en 2014 a participé aux premières compétitions des Jeux de Sotchi sous cette appellation avant de réintégrer le CIO au cours des jeux[3] ;
- l'Équipe unifiée de douze anciens pays de l'Union soviétique disparue ont participé sans mention de pays en 1992 ;
- les Athlètes olympiques de Russie (OAR), à la suite des révélations d'un dopage organisé par l'État russe ayant entraîné la suspension du Comité olympique russe en 2018.

## Paroles
| Grec moderne | Transcription dans l’alphabet latin | Traduction libre en français |
| --- | --- | --- |
| Αρχαίο Πνεύμα αθάνατο, αγνέ πατέρα του ωραίου, του μεγάλου και του αληθινού, Κατέβα, φανερώσου κι άστραψε εδώ πέρα στη δόξα της δικής σου γης και τ' ουρανού. Στο δρόμο και στο πάλεμα και στο λιθάρι Στων ευγενών αγώνων λάμψε την ορμή Και με το αμάραντο στεφάνωσε κλωνάρι 𝄆 και σιδερένιο πλάσε και άξιο το κορμί. 𝄇 Κάμποι, βουνά και θάλασσες φέγγουνε μαζί σου σαν ένας λευκοπόρφυρος μέγας ναός. 𝄆 Και τρέχει στο ναό εδώ προσκυνητής σου 𝄇 𝄆 Αρχαίο Πνεύμα αθάνατο, κάθε λαός. 𝄇 | Arkhéo Pnévma athánato, aghné patéra tou oréou, tou meghálou ke t'alithinoú Katéva, fanerósou ki ástrapse edhó péra sti dhóksa tis dhikís sou ghis ke t'ouranoú Sto dhrómo ke sto pálema ke sto lithári Ston evghenón aghónon lámpse tin ormí Ke me to amárando stefánose klonári ke sidherénio pláse ke áksio to kormí. [×2] Kámbi, vouná ke thálasses féngoune mazí sou san énas lefkopórfiros méghas naós Ke trékhi sto naó edhó proskinitís sou. [×2] Arkhéo Pnévma athánato, káthe laós. [×2] | Esprit antique et éternel, créateur auguste De la beauté, de la grandeur et de la vérité Descends ici, parais, brille comme l'éclair, Dans la gloire de la terre et de ton ciel. Dans la course et la lutte et le poids Des nobles jeux éclaire l'élan, Prépare la couronne Faite de la branche immortelle, Et donne au corps la force De l'acier et la dignité. Les campagnes, les monts, Les mers brillent autour de toi, Comme un grand temple fait De pourpre et de blancheur, Et dans le temple ici accourent tous les peuples Pour se prosterner devant toi, Esprit antique et éternel. |